# Coordinació de competències
La coordinació de competències és un mecanisme previst en l'article 18 de la Llei de règim jurídic de les administracions públiques i del procediment administratiu comú pel qual els òrgans administratius, en l'exercici de les seves competències pròpies, han d'ajustar l'activitat, en les relacions amb altres òrgans de la mateixa administració o d'altres administracions.